# Station Aime-La Plagne
Station Aime-La Plagne is een spoorwegstation in de Franse gemeente Aime-La Plagne. Het station ligt op kilometerpunt 66,656 van de spoorlijn Saint-Pierre-d'Albigny – Bourg-Saint-Maurice, op een hoogte van 645 meter.

## Treindienst
| Richting                                                               | Vorige stop                          | Trein | Trein                                                                         | Trein | Volgende stop       | Richting            |
| ---------------------------------------------------------------------- | ------------------------------------ | ----- | ----------------------------------------------------------------------------- | ----- | ------------------- | ------------------- |
| Londen St Pancras                                                      | Moûtiers - Salins - Brides-les-Bains |       | Eurostar (alleen in de winter)Treinen in de richting Londen stoppen hier niet |       | Bourg-Saint-Maurice | Bourg-Saint-Maurice |
| Amsterdam Centraal of Brussel-Zuid                                     | Moûtiers - Salins - Brides-les-Bains |       | Thalys (alleen in de winter)                                                  |       | Landry              | Bourg-Saint-Maurice |
| Parijs Gare de Lyon                                                    | Moûtiers - Salins - Brides-les-Bains |       | TGV (alleen in weekenden en vakanties)                                        |       | Landry              | Bourg-Saint-Maurice |
| Lille-Europe of Lille Flandres                                         | Moûtiers - Salins - Brides-les-Bains |       | TGV (alleen in de winter)                                                     |       | Landry              | Bourg-Saint-Maurice |
| Lyon-Part-Dieu, Aix-les-Bains-Le Revard of Chambéry - Challes-les-Eaux | Moûtiers - Salins - Brides-les-Bains |       | TER Auvergne-Rhône-Alpes                                                      |       | Landry              | Bourg-Saint-Maurice |